# The Outsiders (album Eric Church)
The Outsiders è il quarto album in studio del cantante di musica country statunitense Eric Church, pubblicato nel febbraio 2014.

## Tracce
1. The Outsiders – 4:12
2. A Man Who Was Gonna Die Young – 3:13
3. Cold One – 3:25
4. Roller Coaster Ride – 4:36
5. Talladega – 4:22
6. Broke Record – 3:29
7. Like a Wrecking Ball – 3:18
8. That's Damn Rock & Roll – 4:26
9. Dark Side – 3:38
10. Devil, Devil (Prelude: Princess of Darkness) – 8:02
11. Give Me Back My Hometown – 4:12
12. The Joint – 3:47